# HIStory World Tour
HIStory World Tour var Michael Jacksons tredje och sista soloturné.
Turnén började i september 1996 i Prag, Tjeckien med en utsåld konsert i Letna Parc. Andra delen av turnén startade i maj 1997 i Bremen, Tyskland. Vid varje konsert äntrade Jackson scenen via en rymdkapsel. HIStory Tour är till idag (Mars 2006) världens största världsturné (total publik), Jackson slog sitt eget rekord från Dangerous Tour. När turnén avslutades den 15 oktober 1997 på King's Park Rugby Stadium i Durban, Sydafrika hade turnén besökt 56 städer, i 35 länder, på fem kontinenter. Noterbart är att Jackson inte turnerade Amerika (förutom två dagar i Hawaii). Han har i intervjuer sagt att han har svårt för turnèr med all den stress och energi det innebär, men väljer ändå att genomföra dem för sina fans skull.
Den 16 augusti 1997 spelades en HIStory-konsert på Nya Ullevi, Göteborg inför 47 315 personer. Denna konsert filmades också.
Innan turnén drog igång hölls en sorts "uppvärmningskonsert" i Brunei, se Royal Concert Brunei. Efter den första Sydney-konserten gifte sig Michael Jackson med sjuksköterskan Debbie Rowe, på sitt hotellrum.

## Låtlista
- Scream
- They Don't Care About Us
- She Drives Me Wild / In the Closet
- Wanna Be Startin' Somethin'
- Stranger in Moscow
- Smooth Criminal
- You Are Not Alone
- The Way You Make Me Feel*
- Jackson 5 Medley (I Want You Back, The Love You Save, I'll Be There)
- Off The Wall Medley (Rock With You, Off The Wall, Don't Stop 'Til You Get Enough)*
- Billie Jean
- Thriller
- Beat It
- Come Together / D.S.*
- Blood On The Dance Floor*
- Dangerous
- Black or White
- Earth Song
- Heal the World
- HIStory

*=extranummer, spelades bara på vissa konserter

## Turnédatum
Gråmarkerade konserter tv-sändes 
| Datum              | Stad                        | Arena                       | Publik  |
| ------------------ | --------------------------- | --------------------------- | ------- |
| 7 september, 1996  | Prag, Tjeckien              | Letna Park                  | 127,000 |
| 10 september, 1996 | Budapest, Ungern            | Ferenc Puskás-stadion       | 60,000  |
| 14 september,      | Bukarest, Rumänien          | Lia Manoliu Stadium         | 70,000  |
| 17 september, 1996 | Moskva, Ryssland            | Dynamo Stadium              | 50,000  |
| 20 september, 1996 | Warszawa, Polen             | Bemowo Airport              | 120,000 |
| 24 september, 1996 | Zaragoza, Spanien           | La Romareda Stadium         | 45,000  |
| 28 september, 1996 | Amsterdam, Nederländerna    | Amsterdam ArenA             | 50,000  |
| 30 september, 1996 | Amsterdam, Nederländerna    | Amsterdam ArenA             | 50,000  |
| 2 oktober, 1996    | Amsterdam, Nederländerna    | Amsterdam ArenA             | 50,000  |
| 7 oktober, 1996    | Tunis, Tunisien             | El Menzah Stadium           | 90,000  |
| 11 oktober, 1996   | Seoul, Sydkorea             | Olympiastadion              | 50,000  |
| 13 oktober, 1996   | Seoul, Sydkorea             | Olympiastadion              | 50,000  |
| 18 oktober, 1996   | Taipei, Taiwan              | Chungshan Soccer Stadium    | 40,000  |
| 20 oktober, 1996   | Kaohsiung, Taiwan           | ChungCheng Stadium          | 30,000  |
| 22 oktober, 1996   | Taipei, Taiwan              | Chungshan Soccer Stadium    | 40,000  |
| 25 oktober, 1996   | Singapore                   | National Stadium            | 35,000  |
| 27 oktober, 1996   | Kuala Lumpur, Malaysia      | Merdeka Stadium             | 40,000  |
| 29 oktober, 1996   | Kuala Lumpur, Malaysia      | Merdeka Stadium             | 40,000  |
| 1 november, 1996   | Mumbai, Indien              | Andheri Sports Complex      | 60,000  |
| 5 november, 1996   | Bangkok, Thailand           | IMPACT Muang Thong Thani    | 40,000  |
| 9 november, 1996   | Auckland, Nya Zeeland       | Ericsson Stadium            | 43,000  |
| 11 november, 1996  | Auckland, Nya Zeeland       | Ericsson Stadium            | 43,000  |
| 14 november, 1996  | Sydney, Australien          | Sydney Cricket Ground       | 40,000  |
| 16 november, 1996  | Sydney, Australien          | Sydney Cricket Ground       | 40,000  |
| 19 november, 1996  | Brisbane, Australien        | ANZ Stadium                 | 40,000  |
| 22 november, 1996  | Melbourne, Australia        | Melbourne Cricket Ground    | 65,000  |
| 24 november, 1996  | Melbourne, Australien       | Melbourne Cricket Ground    | 65,000  |
| 26 november, 1996  | Adelaide, Australien        | Adelaide Oval               | 30,000  |
| 30 november, 1996  | Perth, Australien           | Burswood Dome               | 20,000  |
| 2 december, 1996   | Perth, Australien           | Burswood Dome               | 20,000  |
| 4 december, 1996   | Perth, Australien           | Burswood Dome               | 20,000  |
| 8 december, 1996   | Manila, Filippinerna        | Asia World City             | 55,000  |
| 10 december, 1996  | Manila, Filippinerna        | Asia World City             | 90,000  |
| 12 december, 1996  | Tokyo, Japan                | Tokyo Dome                  | 45,000  |
| 15 december, 1996  | Tokyo, Japan                | Tokyo Dome                  | 45,000  |
| 17 december, 1996  | Tokyo, Japan                | Tokyo Dome                  | 45,000  |
| 20 december, 1996  | Tokyo, Japan                | Tokyo Dome                  | 45,000  |
| 26 december, 1996  | Fukuoka, Japan              | Fukuoka Dome                | 40,000  |
| 28 december, 1996  | Fukuoka, Japan              | Fukuoka Dome                | 40,000  |
| 31 december, 1996  | Bandar Seri Begawan, Brunei | Jerudong Park Amphitheatre  | 60,000  |
| 3 januari, 1997    | Honolulu, Hawaii, USA       | Aloha Stadium               | 35,000  |
| 4 januari, 1997    | Honolulu, Hawaii, USA       | Aloha Stadium               | 35,000  |
|                    | Uppehåll 5 januari - 30 maj |                             |         |
| 31 maj, 1997       | Bremen, Tyskland            | Weserstadion                | 35,000  |
| 4 juni, 1997       | Köln, Tyskland              | Müngersdorfer Stadion       | 60,000  |
| 6 juni, 1997       | Bremen, Tyskland            | Weserstadion                | 35,000  |
| 8 juni, 1997       | Amsterdam, Nederländerna    | Amsterdam ArenA             | 50,000  |
| 10 juni, 1997      | Amsterdam, Nederländerna    | Amsterdam ArenA             | 50,000  |
| 13 juni, 1997      | Kiel, Tyskland              | Nordmarksportfield          | 55,000  |
| 15 juni, 1997      | Gelsenkirchen, Tyskland     | Parkstadion                 | 50,000  |
| 18 juni, 1997      | Milano, Italien             | San Siro                    | 45,000  |
| 20 juni, 1997      | Lausanne, Schweiz           | La Pontaise Olympic Stadium | 35,000  |
| 22 juni, 1997      | Bettemburg, Luxemburg       | Krakelshaff                 | 45,000  |
| 25 juni, 1997      | Lyon, Frankrike             | Stade de Gerland            | 25,000  |
| 27 juni, 1997      | Paris, Frankrike            | Parc des Princes            | 50,000  |
| 29 juni, 1997      | Paris, Frankrike            | Parc des Princes            | 45,000  |
| 2 juli, 1997       | Wien, Österrike             | Ernst Happel Stadium        | 50,000  |
| 4 juli, 1997       | München, Tyskland           | Olympiastadion              | 70,000  |
| 6 juli, 1997       | München, Tyskland           | Olympisastadion             | 70,000  |
| 9 juli, 1997       | Sheffield, Storbritannien   | Don Valley Stadium          | 45,000  |
| 12 juli, 1997      | London, Storbritannien      | Wembley Stadium             | 72,000  |
| 15 juli, 1997      | London, Storbritannien      | Wembley Stadium             | 72,000  |
| 17 juli, 1997      | London, Storbritannien      | Wembley Stadium             | 72,000  |
| 19 juli, 1997      | Dublin, Irland              | Royal Dublin Society        | 40,000  |
| 25 juli, 1997      | Basel, Schweiz              | St. Jakob Park              | 55,000  |
| 27 juli, 1997      | Nice, Frankrike             | Stade Charles-Ehrmann       | 35,000  |
| 1 augusti, 1997    | Berlin, Tyskland            | Olympiastadion              | 88,000  |
| 3 augusti, 1997    | Leipzig, Tyskland           | Festwiese                   | 60,000  |
| 10 augusti, 1997   | Hockenheim, Tyskland        | Hockenheimring              | 85,000  |
| 14 augusti, 1997   | Köpenhamn, Danmark          | Parken                      | 45,000  |
| 16 augusti, 1997   | Göteborg, Sverige           | Ullevi                      | 47,000  |
| 19 augusti, 1997   | Oslo, Norge                 | Valle Hovin                 | 34,000  |
| 22 augusti, 1997   | Tallinn, Estland            | Sångarfältet i Tallinn      | 75,000  |
| 24 augusti, 1997   | Helsingfors, Finland        | Olympiastadion              | 50,000  |
| 26 augusti, 1997   | Helsingfors, Finland        | Olympiastadion              | 50,000  |
| 29 augusti, 1997   | Köpenhamn, Danmark          | Parken                      | 45,000  |
| 3 september, 1997  | Oostende, Belgien           | Hippodrome Wellington       | 55,000  |
| 6 september, 1997  | Valladolid, Spanien         | José Zorrilla Stadium       | 45,000  |
| 4 oktober, 1997    | Kapstaden, Sydafrika        | Greenpoint Stadium          | 35,000  |
| 6 oktober, 1997    | Kapstaden, Sydafrika        | Greenpoint Stadium          | 35,000  |
| 10 oktober, 1997   | Johannesburg, Sydafrika     | Johannesburg Stadium        | 57,000  |
| 12 oktober, 1997   | Johannesburg, Sydafrika     | Johannesburg Stadium        | 57,000  |
| 15 oktober, 1997   | Durban, Sydafrika           | Kings Park Stadium          | 50,000  |